# Scopula negataria
Scopula negataria là một loài bướm đêm trong họ Geometridae.